# Bernd Kortländer
Bernd Kortländer (né le 8 décembre 1947 à Münster,) est un critique littéraire allemand.

## Biographie
De 1968 à 1973, Kortländer étudie l'allemand, la philosophie, l'éducation, les études romanes, le journalisme et la musicologie à l'Université westphalienne Guillaume de Münster et à l' Université Albert-Louis de Fribourg. En 1977, il obtient son doctorat à l'Université de Münster avec une thèse sur Annette von Droste-Hülshoff.
Depuis octobre 1979, il travaille à l'Institut Heinrich-Heine de Düsseldorf, la capitale de l'État, de 1986 à 2012 en tant que directeur adjoint, où il est notamment responsable du département « Legs et collection de manuscrits ». Il est également maître de conférences en littérature allemande aux universités d'Osnabrück et de Münster (jusqu'en 1985) et maître de conférences dans les départements d'études romanes et allemandes de l'université Heinrich-Heine de Düsseldorf, de 2004 à 2013 en tant que professeur honoraire. Il est l'un des auteurs de l'ouvrage encyclopédique de référence Das große Düsseldorf-Lexikon publié en 2012 par les archivistes de la ville Clemens von Looz-Corswarem (de) et Benedikt Meurer.
En tant qu'éditeur et chercheur, Kortländer s'intéresse particulièrement aux œuvres d'Annette von Droste-Hülshoff et de Heinrich Heine. À l'Institut Heinrich-Heine, il étudie le transfert culturel entre l'Allemagne et la France dans une série d'expositions, de colloques et de publications. Il y créé en outre un pôle de recherche littéraire régionale en créant et en développant les « Archives littéraires rhénanes ».
De 1978 à 2010, il est membre du conseil d'administration de la société Annette-von-Droste de Münster, de 1987 à 1997 directeur général de la société Friedrich-Spee de Düsseldorf et de 2004 à 2010 président de LiteraturRats NRW. Il est membre de la commission littéraire de l'association régionale de Westphalie-Lippe (de) depuis 2001 et y siège également au conseil d'administration depuis 2006. En 1990, la République française lui décerne l'ordre des Palmes académiques pour ses services aux relations culturelles franco-allemandes.

## Publications (sélection)

### auteur
- Annette von Droste-Hülshoff und die deutsche Literatur. Kenntnis – Beurteilung – Beeinflussung. Aschendorff Verlag, Münster, 1978 (= Veröffentlichungen der Historischen Kommission für Westfalen, 34)
- Heinrich Heine. Bibliothèque universelle Reclam (de), Stuttgart, 2003
- Zwischen Münster und Paris. Georg Bernhard Depping 1784-1853. Gelehrter, Schriftsteller, Journalist. Aisthesis Verlag, Bielefeld, 2020

### éditeur et co-auteur
- Interferenzen. Deutschland und Frankreich. Literatur-Wissenschaft-Sprache. Droste, Düsseldorf 1983. Mit Lothar Jordan, Fritz Nies (Reihe: Veröffentlichungen des Heinrich-Heine-Instituts)
- Französische Literatur in deutscher Sprache. Eine kritische Bilanz. Droste, Düsseldorf 1985. Mit Fritz Nies (Reihe: Veröffentlichungen des Heinrich-Heine-Instituts)
- Das Junge Deutschland. Hoffmann und Campe, Hamburg 1986 (mit Joseph Anton Kruse) (= Heine-Studien).
- Literatur von nebenan 1900 – 1945. Sechzig Portraits von Autoren aus dem Gebiet des heutigen Nordrhein-Westfalen. Aisthesis, Bielefeld 1995  (ISBN 3895281131)
- Interpretationen. Gedichte von Heinrich Heine. Reclams Universal-Bibliothek, Stuttgart 1995
- Nationale Grenzen und internationaler Austausch. Literatur – Geschichtsschreibung – Wissenschaft. Niemeyer, Tübingen 1995. Mit Lothar Jordan (= Communicatio. Studien zur europäischen Literatur- und Kulturgeschichte, 10)
- Literaturpreise. Literaturpolitik und Literatur am Beispiel der Region Rheinland – Westfalen. Metzler, Stuttgart 1998 (= Heinrich-Heine-Institut. Archiv, Bibliothek, Museum, 7)
- „Rheinisch“. Zum Selbstverständnis einer Region. Metzler, Stuttgart 2001. Mit Gunter E. Grimm (= Heinrich-Heine-Institut. Archiv. Bibliothek. Museum, 9); wieder Grupello, Düsseldorf 2005
- Baudelaire und Deutschland – Deutschland und Baudelaire. Narr, Tübingen 2005 (mit Hans T. Siepe) (= Transfer. Düsseldorfer Materialien zur Literaturübersetzung, 19)
- Übergänge. Zwischen Künsten und Kulturen. Internationaler Kongress zum 150. Todesjahr von Heinrich Heine und Robert Schumann. Metzler, Stuttgart 2007. Mit Henriette Herwig, Volker Kalisch, Joseph Anton Kruse, Bernd Witte